# Chambas
Chambas – miasto na Kubie, w prowincji Ciego de Ávila. W 2004 r. miasto to zamieszkiwało 39 868 osób.